# أولاد عبد المولى (لوبيرات الحمراء)
أولاد عبد المولى هو دُوَّار يقع بجماعة جدور، إقليم اليوسفية، جهة مراكش آسفي في المملكة المغربية. ينتمي الدوّار لمشيخة لوبيرات الحمراء التي تضم 24 دوار. يقدر عدد سكانه بـ 153 نسمة حسب الإحصاء الرسمي للسكان والسكنى لسنة 2004.

## روابط خارجية
- البوابة الوطنية للجماعات الترابية
- المندوبية السامية للتخطيط